# Immunet
Immunet是一款免費、雲端、以社群為基礎的防毒軟體。它使用ClamAV和自己的偵測引擎。此軟體是作為其他防毒軟體的輔助用。在2011年1月5號，Immunet被Sourcefire買下。
軟體本身約使用10MB的磁碟空間。軟體是免費的，並宣稱對於電腦威脅其可以很快地提供最新的保護。病毒資料庫儲存於雲端而非本機，所以該軟體無須更新病毒特徵碼。一旦一個惡意程式被一位使用者偵測並攔截，其他所有使用者將立刻收到相同的保護。

## 產品
Immunet有兩種版本：
1. Immunet free（個人或商業免費使用）
2. Immunet plus（商業使用，付費版）
對於2014年3.0版，Immunet free提供基於雲端資料庫的防護，並提供開啟離線ClamAV的選項以供使用者未連線到網際網路時使用。Immunet建議免費版應與其他防毒軟體合併使用，並列出了一些經Immunet測試與Immunet不會產生任何衝突以及過度資源消耗的其他防毒軟體清單。
Immunet Plus提供了更進階的功能，例如：進階離線保護、進階偵測與移除、進階檔案管理保護、與郵件資料庫掃描。Immunet Plus本身防護完整，不需要與其他防毒軟體合併使用，因為它使用BitDefender引擎提供傳統的防毒防護。
Immunet 6.X 已不支援windows XP。
Immunet已在2024年1月1日停止維護

## 效果
PCMag評此產品效果一般。Immunet的病毒資料庫儲存在網路上，和其他把病毒資料庫存在本機的軟體相比，Immunet需要較少的記憶體和系統資源。雲端保護提供較好的保護和偵測率，但離線保護並不特別出色。總體而言，此免費產品的效果普通；PCMag建議使用者不要單獨使用Immunet，而要與其他防毒軟體合併使用。

## 外部連結
- 官方網站*（页面存档备份，存于）
- ClamAV網站*Archive.today的存檔，存档日期2013-07-03